# Атаманов, Юрий Александрович
Юрий Александрович Атаманов (1938—2002) — советский и российский учёный-медик (хирург), доктор медицинских наук (1998), профессор (1999).
Автор более ста печатных работ и ряда патентов. Один из разработчиков системы подготовки врачебной общей практики в России.

## Биография
Родился 4 декабря 1938 года в посёлке Роз-Гранит Новосибирской области.
В 1962 году окончил Кемеровский государственный медицинский институт (ныне Кемеровский государственный медицинский университет) и в течение двух следующих лет проходил ординатуру по хирургии под руководством выдающегося хирурга М. А. Подгорбунского. В 1964 году поступил в аспирантуру на кафедре факультетской хирургии этого же вуза. В 1967 году был избран ассистентом кафедры факультетской хирургии Кемеровского мединститута. В 1969 году защитил кандидатскую диссертацию на тему «Аппендэктомия из инфильтрата».
С 1971 по 1995 год Юрий Атаманов работал доцентом кафедры детской хирургии. В 1995 году был избран заведующим этой же кафедрой, которой руководил до конца жизни. Одновременно с 1980 по 1985 год Являлся заместителем декана педиатрического факультета, с 1990 по 1992 год — деканом лечебного факультета, а с 1992 года и до конца жизни был проректором вуза по учебной работе. В 1998 году защитил докторскую диссертацию на тему «Пренатальная, постнатальная диагностика и хирургическая тактика при синдроме внутригрудного напряжения у детей», а год спустя ему присвоено звание профессора.
При участии Юрия Александровича в Кемерово были организованы областной центр детской хирургии, областной перинатальный центр, межобластная детская онкология. Он был удостоен звания «Заслуженный врач РФ» (27.10.1996), награждён знаком «Отличник здравоохранения», медалью «За особый вклад в развитие Кузбасса» III степени.
Умер 27 февраля 2002 года в Кемерово. Был похоронен на Центральном кладбище № 1 города.
Государственному автономному учреждению здравоохранения «Кузбасская областная детская клиническая больница» было присвоено имя Атаманова Юрия Александровича.